# 学園恋獄ゾンビメイト
『学園恋獄ゾンビメイト』（がくえんれんごくゾンビメイト）は、森繁拓真による日本の漫画。2003年に『別冊ヤングマガジン』（講談社発行）にて連載された。全10話。
単行本は2013年4月5日にジェッツコミックス（白泉社）より上下巻で発売された。

## あらすじ
町までバスで2時間、携帯電話も通じない山の中にある、全寮制の私立愛染高校。
主人公・鷹丸悟志は下級生の恋人・染谷弓子と恋愛関係を深めようと、体育倉庫に連れ込んでエッチを試みようとするが、弓子から「自分のことを好きな証明が欲しい」と言われ、翌日に手作りのクッキーを食べて欲しいとせがまれる。毒味させようと考えているうちに次々とクラスメイト達に平らげられてしまい、食べた者は好きな相手の脳みそ（大脳）を食べようと欲する“ゾンビ”へと変貌してしまった。ゾンビに襲われた生徒達は伝染しゾンビになっていくが、悟志の同級生で元恋人・原口真紀もその被害に遭ってしまう。真紀の親友・葛木ひばりと力を合わせながら、真紀達を元に戻そうと奔走する悟志は、生徒達のゾンビ化の意外な原因を知ることになる。

## 登場人物
鷹丸悟志（たかまるさとし）
主人公。高3。元水泳部員で入部3日目にしごきによる度胸試しの飛び降りに失敗したことで背中を痛めて退部し、寮生活の日々を暇で持て余している。女子生徒に対してデリカシーが無いにも関わらず、なぜかモテる女たらしで、複数の女子と交際経験がある。高校で突如起こった生徒達のゾンビ化騒動に巻き込まれることになる。女子生徒の透けブラを凝視したり、体育倉庫で弓子とセックスを試みるなどスケベである。中学生の時に童貞を捨て、セックスに拘りがあることを白状している。中盤にひばりから血まみれた制服のワイシャツを脱がされたことで、後半は下着のTシャツ姿となっている。
染谷弓子（そめやゆみこ）
悟志の今の彼女である高1。自宅が近所の集落にあるため通学生である。1人でプランターに種まきをしていたところ悟志に声かけられ、付き合うようになる。“自分のことを好きであることを証明”させるために、悟志に手製のクッキーを食べてほしいと机に置き、ゾンビ化騒動を引き起こした。
原口真紀（はらぐちまき）
悟志の同級生で前の彼女。学園内の男子にも人気。フラれた後も悟志のことが好きだったため、ゾンビ化して真っ先に彼の脳みそを食べようとする。
葛木ひばり（くずきひばり）
真紀の親友。周りからはヒバゴンというあだ名で呼ばれているが、本人はそれを快く思っていない。女たらしの悟志を説教している最中、彼の脳みそを求めて現れたゾンビ化した真紀と対面し、ゾンビ化騒動を鎮圧すべく悟志と行動に出る。つるつる美脚の持ち主。
下屋敷（しもやしき）
悟志のクラスメイト。正直者で学園の情報通ながらネクラで、女子にはモテない。
染谷四郎（そめやしろう）
2年生の剣道部員。部の先輩である菜摘に片想いをしている。弓子の従兄妹であり、ひばりの説得を受け弓子の画策を阻止しようと奮闘する。

## 単行本
長らく未単行本化であったが、同作者の『となりの関くん』のヒットを受け、2013年4月に初期作品として雑誌掲載時の版元である講談社ではなく白泉社のジェッツコミックスから発行された。巻末には2013年書き下ろしの制作秘話を掲載している。
- 森繁拓真 『学園恋獄ゾンビメイト』 白泉社〈ジェッツコミックス〉
  1. 上巻 2013年4月5日発売 ISBN 978-4-592-14018-4
  2. 下巻 2013年4月5日発売 ISBN 978-4-592-14019-1

なお、同作者の『となりの関くん』4巻（同日）と『あねぐるみ』1巻（4月6日）がほぼ同時発売となり、コミックス巻末には他社刊行の前2作品の紹介ページが掲載され、初版の帯には上巻に関くん・下巻に横井さんが描かれている。また、「同時発売記念フェア」として以下の企画を実施した。
- 一部書店で、本作と『となりの関くん』の書き下ろしコラボイラストペーパーの配布
- 購入者特典として作者の未単行本化読みきり作品を収録した「拓漫」を応募者抽選500名にプレゼント（締切済）
- 本作の公式キャッチフレーズを電子メールで募集し、優秀者10名に作者直筆色紙をプレゼント（締切済）